# 保罗·兰伯特
保罗·兰伯特（英語：Paul Lambert，1969年8月7日—）是一名蘇格蘭足球領隊及前足球運動員。兰伯特在當球員時取得非凡的成就，年僅17歲即在聖美倫贏得蘇格蘭盃、在多蒙特取得歐冠杯冠軍及在些路迪期間贏得所有本土錦標，亦曾代表蘇格蘭40次。曾执教斯托克城。

## 球員生涯
1984年兰伯特加入連活特流浪（Linwood Rangers）的少年隊開展足球事業，翌年加盟聖美倫參加職業球賽，1987年年僅17歲的兰伯特獲得個人首面的蘇格蘭足總盃冠軍獎牌。他在效力聖美倫8年後於1993年轉投馬瑟韋爾。
1996年兰伯特轉會到德甲球隊多蒙特，獲得德國球迷廣泛的支持，兰伯特協助多蒙特贏得1997年的欧洲冠军联赛作為回報：1997年5月28日在慕尼黑奥林匹克体育场舉行的決賽對陣祖雲達斯，兰伯特在中場成功壓制對方的重心球員法國人施丹，更在29分鐘傳球給列度（Karl-Heinz Riedle）先開紀錄，最終多蒙特以3-1獲勝。兰伯特成為首名效力非英國球隊奪得歐洲盃的英國球員，更是首名英國球員獲得更名為「歐洲冠軍聯賽」後的冠軍。
1997年11月，在德甲打拚僅一年多的兰伯特返回蘇格蘭，以約200萬英鎊加盟些路迪，在效力些路迪期間蘭伯特共奪得4次蘇格蘭超級聯賽冠軍、3次蘇格蘭足總盃冠軍、2次蘇格蘭聯賽盃冠軍，是2003年晉級塞维利亚歐洲足協盃決賽的些路迪隊長，在決賽加時後2-3僅負波圖屈居亞軍。

## 國家隊
兰伯特同時是蘇格蘭國腳，代表上陣40場及射入1球，亦曾長期擔任隊長職務。兰伯特帶領蘇格蘭晉級1998年法國世界盃，雖然在分組賽未能一勝而包尾出局，但在王子公园体育场揭幕戰以1-2僅負衛冕冠軍巴西有精彩的表現。

## 領隊生涯
2004年6月些路迪准許兰伯特到德國參加一個由德國足球協會開辦的教練班，為期兩節，每節四週，蘭伯特是班中唯一非德國學員。11月13日兰伯特拒絕恩華尼斯邀請出任領隊。2005年6月1日兰伯特獲聘為利雲斯頓領隊，成為利雲斯頓當年第四名領隊，由於球隊欠缺資源，在開季後連負三仗而位列榜末，兰伯特再度註冊為球員以備不時之需。直到8月20日主場1-1賽和鄧弗姆林才獲得第1分。雖然利雲斯頓主席保證兰伯特可以維持職務到季末，在2006年2月11日作客以0-1負於鄧弗姆林後，利雲斯頓仍處榜尾及距離尾二球隊相差達6分，兰伯特賽後宣佈辭職，在任期間，球隊只曾在聯賽錄得兩場勝仗。
2006年6月30日兰伯特在第二輪面試後獲聘為英格蘭乙級聯賽球隊韋甘比領隊。蘭伯特帶領韋甘比在聯賽盃先後挫敗超級聯賽球隊富咸及查爾頓，晉級準決賽面對超級聯賽冠軍車路士，2007年1月10日首回合在主場亚当斯公园球场（Adams Park）賽和1-1，1月23日次回合作客大敗0-4，兩回合累計1-5被淘汰，但已是近30年第四級的球隊在聯賽盃的最佳成績。2007/08年球季韋甘比在聯賽排第7位，可以參加季後升級附加賽對第4位的史托港，2008年5月11日首回合主場1-1賽和，5月17日次回合作客0-1落敗，兩回合累計1-2被淘汰。兰伯特在出局後於5月20日宣佈辭職。
2008年10月9日兰伯特加盟正在聯賽榜下游掙扎的高車士打。2009年1月高車士打在聯賽取得5戰3勝2和的佳績，排於第11位，與附加賽席位只有7分之差，而兰伯特亦獲得1月份英甲最佳領隊。
2009年8月18日兰伯特在執教高車士打不足一年便轉投剛降班英甲的诺里奇城，簽署滾動合約，而兰伯特剛在聯賽開鑼日帶領高車士打作客7-1大勝諾域治。接手時球隊位處降班區域的第22位，在兰伯特帶領下，諾域治重回正軌，於12月份的聯賽取得4勝1和不敗成績，聯賽榜位居第3位，挑戰直接升班席位，而他亦獲選12月份「英甲每月最佳領隊」，2010年1月更帶領球隊6戰6勝，包括作客5-0擊敗季初帶隊的高車士打，連續兩個月獲選「英甲每月最佳領隊」。2010年4月24日主場2-0擊敗後，帶領諾域治提早兩輪贏得聯賽冠軍，來季重返英冠行列。2010年6月1日英格蘭足球聯賽審裁處判決諾域治需要支付425,000英鎊予高車士打作為聘任兰伯特出掌球隊的賠償金，並罰款20萬英鎊，其中125,000英鎊暫緩兩年執行，同日諾域治宣佈與兰伯特簽署沒有透露年期的新約。
2010/11年球季諾域治在英冠持續有好表現，於2011年5月2日作客1-0擊敗樸茨茅夫，而同日舉行競爭對手卡迪夫城於主場0-3負於米杜士堡後，提早一輪確定直接升班席位，是自2000年曼城以來首支連續兩季升班上頂級聯賽的球隊。2011年5月25日諾域治再提供一份改善條件但沒有透露年期的新約予兰伯特。
2015年11月15日，獲英冠球會布力般流浪聘請接任執教，是7年來第7名主帥。
2018年1月15日，兰伯特出任英超球队斯托克城主帅。

## 榮譽

### 球員
- 蘇格蘭超級聯賽
  - 冠軍：1997-98年、2000-01年、2001-02年、2003-04年；
- 蘇格蘭足總盃
  - 冠軍：1986-87年、2000-01年、2003-04年、2004-05年；
  - 亞軍：2001-02年；
- 蘇格蘭聯賽盃
  - 冠軍：1997-98年、1999-00年、2000-01年、2005-06年；
  - 亞軍：2002-03年；
- 歐洲足協盃
  - 亞軍：2002-03年；
- 欧洲冠军联赛
  - 冠軍：1996-97年；

### 領隊
- 英格蘭甲級聯賽
  - 冠軍：2009/10年；

### 個人
- 蘇格蘭足球名人堂：2009年入選人；

## 註腳
1. ↑  . Cre8 Publishing. 2005: 34. ISBN 978-0-95485-561-1.
2. ↑  . Goal.com.   [30 December 2014]. （原始内容存档于2019-06-16）.
3. ↑  .   [2008-06-02]. （原始内容存档于2009-05-05）.
4. ↑  .   [2008-06-02]. （原始内容存档于2020-04-15）.
5. ↑  .   [2008-06-02]. （原始内容存档于2020-04-15）.
6. ↑  .   [2008-06-02]. （原始内容存档于2020-04-15）.
7. ↑  .   [2008-06-02]. （原始内容存档于2020-04-15）.
8. ↑  .   [2008-06-02]. （原始内容存档于2020-04-15）.
9. ↑  .   [2008-06-02]. （原始内容存档于2005-11-14）.
10. ↑  .   [2008-06-02]. （原始内容存档于2020-04-15）.
11. ↑  .   [2008-06-02]. （原始内容存档于2020-04-15）.
12. ↑  .   [2008-06-02]. （原始内容存档于2020-11-21）.
13. ↑  .   [2008-06-02]. （原始内容存档于2020-10-06）.
14. ↑  .   [2008-06-02]. （原始内容存档于2020-04-15）.
15. ↑  .   [2008-06-02]. （原始内容存档于2020-11-17）.
16. ↑  .   [2008-06-02]. （原始内容存档于2012-04-27）.
17. ↑  .   [2008-06-02]. （原始内容存档于2020-11-19）.
18. ↑  .   [2008-06-02]. （原始内容存档于2020-04-15）.
19. ↑  .   [2008-06-02]. （原始内容存档于2020-04-15）.
20. ↑  .   [2008-06-02]. （原始内容存档于2020-11-21）.
21. ↑  .   [2008-10-10]. （原始内容存档于2020-11-22）.
22. ↑  . BBC Sport. 2009-02-05  [2009-02-06]. （原始内容存档于2020-04-15）.（英文）
23. ↑  . BBC Sport. 2009-08-18  [2009-08-19]. （原始内容存档于2009-08-18） （英语）.
24. ↑  . football-league.co.uk. 2010-01-09  [2010-01-12] （英语）.[永久]
25. ↑  . Sky Sports. 2010-02-06  [2010-02-10]. （原始内容存档于2016-03-08） （英语）.
26. ↑  . BBC Sport. 2010-04-24  [2010-04-25]. （原始内容存档于2020-07-22） （英语）.
27. ↑  . BBC Sport. 2010-06-01  [2010-06-02]. （原始内容存档于2010-06-02） （英语）.
28. ↑  . BBC Sport. 2011-05-02  [2011-05-03]. （原始内容存档于2011-05-05） （英语）.
29. ↑  . BBC Sport. 2011-05-25  [2011-05-26]. （原始内容存档于2011-05-28） （英语）.
30. ↑  . BBC Sport. 2015-11-15  [2015-11-16]. （原始内容存档于2015-11-15） （英语）.
31. ↑  . Stoke City F.C.. 2018-01-15  [2018-01-15]. （原始内容存档于2020-11-09） （英语）.

## 外部連結
- 足球数据库：保罗·兰伯特的球员统计数据